# سان جوفاني روتوندو
سان جوفاني روتوندو (بالإيطالية: San Giovanni Rotondo)‏ هي بلدية في مقاطعة فودجا في إقليم بوليا الإيطالي.

## السكان
في سنة 1861 بلغ عدد السكان 6٬930 نسمة، وتطور العدد ليصل في سنة 2018 لـ 27٬172 نسمة.
يظهر هذا المخطط البياني تطور النمو السكاني لـ سان جوفاني روتوندو

## توأمة
لسان جوفاني روتوندو اتفاقيات توأمة مع كل من:
- مونتي سانت أنجلو
- Wadowice [الإنجليزية]‏
- بيترلسينا
- باري
- ماركتل

## أعلام
- بادري بيو
- ماريو ماورو
- ميشيل بيرو